# فرودگاه کلی–دانکرک
فرودگاه کلی–دانکرک (به انگلیسی: Calais – Dunkerque Airport) (به زبان بومی: Aéroport de Calais - Dunkerque) یک فرودگاه همگانی با کد یاتا CQF است که یک باند فرود آسفالت دارد و طول باند آن ۱۵۳۵ متر است. این فرودگاه در شهر دانکرک کشور فرانسه قرار دارد و در ارتفاع ۴ متری از سطح دریا واقع شده‌است.

## شرکت‌های هواپیمایی و مقصدهای پروازی
| شرکت‌های هواپیمایی | مقصدهای پروازی |
| ----------------- | -------------- |
| لیدایر            | چارتر: Lydd    |